# Poil de Carotte
Pour les articles homonymes, voir Poil de Carotte (homonymie).
Poil de Carotte est une longue nouvelle ou un roman autobiographique de Jules Renard publiée en 1894, qui raconte l'enfance et les déboires d'un garçon roux mal-aimé.

## Résumé
Poil de Carotte est un enfant mal-aimé, qui, pour lutter contre les humiliations quotidiennes de sa sœur Ernestine, de son frère Félix mais aussi contre la haine maternelle, utilise la ruse, cette arme des faibles. Sans doute est-ce dans cette enfance malheureuse qu'il faut chercher les sources du scepticisme et de l'ironie de l'auteur, son art de la litote, son style dense et précis, sa cruauté d'observation. Le récit se présente comme une suite de courts récits, sans ordre chronologique.
François Lepic, surnommé « Poil de Carotte » à cause de ses cheveux roux et ses taches de rousseur, grandit entre une mère qui le hait et un père indifférent.

## Genèse de l'œuvre et commentaires
Jules Renard, annotant en 1906 une mention de son Journal datée de février 1898, écrit : « C'est cette attitude [de ma mère] avec ma femme qui m'a poussé à écrire Poil de Carotte ». L'idée du personnage est donc de 5 ans plus ancienne que la parution du roman.

## Publication
Poil de carotte paraît chez Flammarion à Paris en octobre 1894. Jules Renard y reprend des récits publiés dans divers journaux tels Le Roquet ou le Mercure de France, dont certains remontent à 1890, et en ajoute de nombreux inédits.
En 1902, une nouvelle édition, considérée comme définitive, toujours chez Flammarion et illustrée par Félix Vallotton, incorpore cinq nouveaux récits.

## Adaptations
Au théâtre
L'auteur l'adapta avec Antoine pour le théâtre en 1900 sous le même titre : Poil de Carotte. La pièce est créée le 1er mars 1900 au Théâtre Antoine, avec Suzanne Desprès dans le rôle-titre.
Au cinéma
- Julien Duvivier l'adapte au cinéma en 1925 et en 1932 : 
  - Poil de Carotte  (1925).
  - Poil de Carotte  (1932).
- Poil de Carotte (1952) de Paul Mesnier.
- Poil de Carotte (1973) de Henri Graziani, avec Philippe Noiret et Monique Chaumette.

À la télévision
- Un téléfilm de Richard Bohringer en a été tiré en 2003.
- Un dessin animé Poil de Carotte a été réalisé en 1997 et diffusé l'été dans l'émission Midi les Zouzous sur France 5.

En bande dessinée
- Une bande-dessinée Poil de Carotte de Luc Duthil et Céline Riffard a été publiée en 2010.
- Poil de Carotte de Éric Corbeyran et Renaud Collard (Delcourt Ex-Libris, 2016).

En statue
- Poil de Carotte a sa statue en pied à Clamecy[2] ; laquelle occupe une niche dans la cour de l'école maternelle située au centre de cette ville[3].

En comédie musicale
- Le 20 décembre 2019 a lieu la création du conte musical Poil de Carotte, écrit par Reinhardt Wagner et mis en scène par Zabou Breitman à l'opéra de Montpellier.

En chansons
- Mickey 3D a adapté l'histoire en écrivant la chanson Playmobil tiré de l'album La Grande Évasion.